# Cheng Yu-hsuan
Cheng Yu-hsuan (* 1987 oder 1988) ist ein taiwanischer Poolbillardspieler.

## Karriere
Im September 2013 nahm Cheng Yu-hsuan erstmals an einer Weltmeisterschaft teil. Bei der 9-Ball-WM erreichte er die Finalrunde, unterlag aber in der Runde der letzten 64 dem Philippiner Dennis Orcollo mit 10:11.
Bei den All Japan Open desselben Jahres erreichte er das Sechzehntelfinale, das er jedoch gegen seinen Landsmann Chang Jung-lin verlor. Bei der 9-Ball-WM 2014 schied er in der Runde der letzten 64 gegen Chang Yu-lung aus.
Im Juli wurde Cheng bei den Hard Times 10-Ball Open Siebter und bei der CSI Invitational Championship Dreizehnter im 8-Ball sowie im 10-Ball. Bei den All Japan Open 2014 erreichte er erneut das Sechzehntelfinale und unterlag dort dem Philippiner Jeffrey Ignacio nur knapp mit 10:11. Im Februar 2015 erreichte Cheng das Achtelfinale der 10-Ball-WM, das er jedoch gegen Warren Kiamco verlor. Nachdem er bei der 9-Ball-WM 2015 in der Runde der letzten 64 ausgeschieden war, gelang ihm bei den US Open 2015 nach Siegen gegen Francisco Sánchez, Justin Bergman, Ruslan Tschinachow und Hsu Kai-lun der Einzug ins Finale, in dem er sich mit 13:6 gegen Karl Boyes durchsetzen konnte und damit als erster Taiwaner die US Open gewann.
Im Januar 2016 wurde er beim 25. Turning Stone Casino Classic Fünfter. Zwei Monate später erreichte er bei der Chinese 8-Ball World Championship das Achtelfinale. Im August 2016 zog er erstmals ins Halbfinale der 9-Ball-Weltmeisterschaft ein, in dem er jedoch mit 9:11 gegen Shane van Boening verlor. Nach der WM belegte er in der Weltrangliste erstmals den ersten Platz. Bei den China Open 2016 erreichte er das Finale und unterlag dort dem Chinesen Wu Jiaqing mit 4:11.

## Erfolge
| US Open 9-Ball: | 2015 |